# Anthrax castanea
Anthrax castanea är en tvåvingeart som först beskrevs av Jaennicke 1867.  Anthrax castanea ingår i släktet Anthrax och familjen svävflugor. Inga underarter finns listade i Catalogue of Life.